# Eleutherodactylus ricordii
Espèce
Synonymes
- Hylodes ricordii Duméril & Bibron, 1841

Statut de conservation UICN

 VU B1ab(iii) : Vulnérable
Eleutherodactylus ricordii est une espèce d'amphibiens de la famille des Eleutherodactylidae.

## Répartition
Cette espèce est endémique de Cuba. Elle se rencontre dans les provinces de Granma, de Santiago de Cuba, de Guantánamo et de Holguín de 30 à 1 150 m d'altitude dans  la Sierra Maestra et les monts Nipe-Sagua-Baracoa.

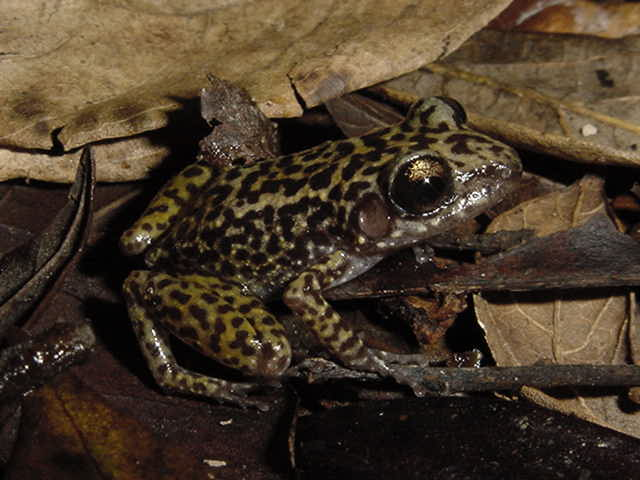
Eleutherodactylus ricordii

## Étymologie
Cette espèce est nommée en l'honneur d'Alexandre Ricord (1798–1876).

## Publication originale
- Duméril & Bibron, 1841 : Erpétologie générale ou Histoire naturelle complète des reptiles, vol. 8, p. 1-792 (texte intégral).